# Diocesi di Sokoto
La diocesi di Sokoto (in latino: Dioecesis Sokotoensis) è una sede della Chiesa cattolica in Nigeria suffraganea dell'arcidiocesi di Kaduna. Nel 2023 contava 21.000 battezzati su 15.930.561 abitanti. È retta dal vescovo Matthew Hassan Kukah.

## Territorio
La diocesi comprende quattro Stati della Nigeria nord-occidentale: per intero gli stati di Sokoto e Katsina, e in parte gli stati di Zamfara e Kebbi.
Sede vescovile è la città di Sokoto, dove si trova la cattedrale della Santa Famiglia.
Il territorio è suddiviso in 17 parrocchie.

## Storia
La prefettura apostolica di Sokoto fu eretta il 29 giugno 1953 con la bolla Ex iis praecipue di papa Pio XII, ricavandone il territorio dalla prefettura apostolica di Kaduna (oggi arcidiocesi).
Il 16 giugno 1964 la prefettura apostolica è stata elevata a diocesi con la bolla Summa clavium di papa Paolo VI.
Il 15 dicembre 1995 ha ceduto una porzione del suo territorio a vantaggio dell'erezione della prefettura apostolica di Kontagora (oggi diocesi).
Il 16 ottobre 2023 ha ceduto un'ulteriore porzione di territorio a vantaggio dell'erezione della diocesi di Katsina.

## Cronotassi dei vescovi
Si omettono i periodi di sede vacante non superiori ai 2 anni o non storicamente accertati.
- Edward Thaddeus Lawton, O.P. † (15 gennaio 1954 - 19 dicembre 1966 deceduto)
- Michael James Dempsey, O.P. † (13 luglio 1967 - 3 dicembre 1984 dimesso)
- Kevin Joseph Aje † (3 dicembre 1984 succeduto - 10 giugno 2011 ritirato)
- Matthew Hassan Kukah, dal 10 giugno 2011

## Statistiche
La diocesi nel 2023 su una popolazione di 15.930.561 persone contava 21.000 battezzati, corrispondenti allo 0,1% del totale.
| anno | popolazione | popolazione | popolazione | presbiteri | presbiteri | presbiteri | presbiteri                | diaconi | religiosi | religiosi | parrocchie |
| anno | battezzati  | totale      | %           | numero     | secolari   | regolari   | battezzati per presbitero | diaconi | uomini    | donne     | parrocchie |
| ---- | ----------- | ----------- | ----------- | ---------- | ---------- | ---------- | ------------------------- | ------- | --------- | --------- | ---------- |
| 1970 | 1.648       | 6.929.562   | 0,0         | 11         |            | 11         | 149                       |         | 15        | 9         |            |
| 1980 | 13.303      | 7.393.000   | 0,2         | 17         | 4          | 13         | 782                       | 1       | 16        | 13        | 6          |
| 1990 | 19.548      | 9.509.000   | 0,2         | 17         | 11         | 6          | 1.149                     | 1       | 7         | 6         | 9          |
| 1999 | 43.721      | 12.001.782  | 0,4         | 24         | 21         | 3          | 1.821                     |         | 4         | 28        | 9          |
| 2000 | 39.623      | 12.008.482  | 0,3         | 24         | 21         | 3          | 1.650                     |         | 4         | 27        | 10         |
| 2001 | 42.964      | 12.100.342  | 0,4         | 29         | 24         | 5          | 1.481                     |         | 6         | 28        | 10         |
| 2002 | 45.428      | 12.104.441  | 0,4         | 30         | 25         | 5          | 1.514                     |         | 6         | 46        | 11         |
| 2003 | 49.623      | 12.204.542  | 0,4         | 28         | 24         | 4          | 1.772                     |         | 5         | 36        | 11         |
| 2004 | 60.554      | 12.251.910  | 0,5         | 35         | 30         | 5          | 1.730                     |         | 6         | 47        | 14         |
| 2010 | 44.366      | 14.133.000  | 0,3         | 39         | 32         | 7          | 1.137                     |         | 7         | 28        | 17         |
| 2014 | 30.883      | 15.614.070  | 0,2         | 34         | 29         | 5          | 908                       |         | 5         | 78        | 24         |
| 2017 | 39.767      | 15.622.700  | 0,3         | 31         | 26         | 5          | 1.282                     |         | 10        | 80        | 27         |
| 2020 | 43.245      | 17.468.675  | 0,2         | 44         | 39         | 5          | 982                       |         | 5         | 32        | 27         |
| 2022 | 46.000      | 18.614.000  | 0,2         | 49         | 46         | 3          | 938                       |         | 3         | 25        | 28         |
| 2023 | 40.000      | 25.600.000  | 0,2         | 53         | 49         | 4          | 755                       |         | 4         | 70        | 27         |
| 2023 | 21.000      | 15.930.561  | 0,1         | 41         | 38         | 3          | 512                       |         | 3         | 65        | 17         |